# Лео Міркін
Лео Міркін (фр. Léo Mirkine; 9 липня 1910, Київ — 7 листопада 1982, Сен-Поль-де-Ванс) — французький фотограф українського походження.

## Життєпис
Коли йому було 9 років, родина переїхала до Франції. Закінчує Ліцей Массена в Ніцці та переїжджає до Парижа, де вивчає мистецтво та архітектуру. Там уперше знайомиться з фотографією. Спершу працював помічником фотографа, а перший фільм, який він знімкував самостійно, це «Справа налагоджується», Крістіан-Жака (1933). У довоєнний період працював фотографом на відомих французьких режисерів: Крістіана-Жака, Жульєна Дювів’є, Абеля Ганса.
В 1939 він був мобілізований до війська, як фотограф. Проте вже незабаром, після падіння Франції, Міркін виїжджає до міста в демілітаризованій 50-кілометровій зоні біля франко-італійського кордону — до Ніцци. Ця область також стає притулком для багатьох противників режиму Віші.
В 1940 році Лео Міркін відкриває у Ніцці свій магазин «Все для кіно та фотографії». А також працює фотографом на кіностудії «Victorine».
В магазині він також має лабораторію. Під прикриттям бізнесу він виготовляє фальшиві документи та фото для учасників Руху Опору, а також пропагандистські брошури до 14 липня (День взяття Бастилії). Міркін продовжував працювати на зйомках «Вечірніх відвідувачів» Марселя Карне (1942) і «Містерії Парижа» Жака де Баронселлі (1943).
Після війни він долучається до «Комітету звільнення кіно» та допомагає створювати кіно, зокрема документальну хроніку нацистської окупації Парижа. А також долучається до реставрації плівок, які лягли в основу фільму «Битва на рейках» режисера Рене Клемана. Також об’єднання має підпільний журнал кінокритики — L’Ecran français, куди починає писати молодий Андре Базен.
В 1946 році розпочинається історія Каннського кінофестивалю. Лео Міркін стає постійним фотографом Каннського кінофестивалю впродовж наступних 30 років. В 1981 році фотограф випустив велику книгу — «Festival de Cannes, 30 ans de photographie». За ці роки фотограф зробив понад 120 000 негативів.
Саме завдяки кадрам із Каннського фестивалю до Лео Міркіна приходить слава. Його знімки купують відомі французькі видання — Paris Match, Jours de France, Cinémonde, Ciné Revue, а згодом і американські — Artistes associés, 20th Fox Century, Columbia, Warner Bros.